# Farrokhzad (aristocrate)
 (juillet 2025).
La mise en forme du texte ne suit pas les recommandations de Wikipédia : il faut le « wikifier ».
Les points d'amélioration suivants sont les cas les plus fréquents :
- Les titres sont pré-formatés par le logiciel. Ils ne sont ni en capitales, ni en gras.
- Le texte ne doit pas être écrit en capitales (les noms de famille non plus), ni en gras, ni en italique, ni en « petit »…
- Le gras n'est utilisé que pour surligner le titre de l'article dans l'introduction, une seule fois.
- L'italique est rarement utilisé : mots en langue étrangère, titres d'œuvres, noms de bateaux, etc.
- Les citations ne sont pas en italique mais en corps de texte normal. Elles sont entourées par des guillemets français : « et ».
- Les listes à puces sont à éviter, des paragraphes rédigés étant largement préférés. Les tableaux sont à réserver à la présentation de données structurées (résultats, etc.).
- Les appels de note de bas de page (petits chiffres en exposant, introduits par l'outil «  Source ») sont à placer entre la fin de phrase et le point final[comme ça].
- Les liens internes (vers d'autres articles de Wikipédia) sont à choisir avec parcimonie. Créez des liens vers des articles approfondissant le sujet. Les termes génériques sans rapport avec le sujet sont à éviter, ainsi que les répétitions de liens vers un même terme.
- Les liens externes sont à placer uniquement dans une section « Liens externes », à la fin de l'article. Ces liens sont à choisir avec parcimonie suivant les règles définies. Si un lien sert de source à l'article, son insertion dans le texte est à faire par les notes de bas de page.
- La présentation des références doit suivre les conventions bibliographiques. Il est recommandé d'utiliser les modèles {{Ouvrage}}, {{Chapitre}}, {{Article}}, {{Lien web}} et/ou {{Bibliographie}}. Le mode d'édition visuel peut mettre en forme automatiquement les références.
- Insérer une infobox (cadre d'informations à droite) n'est pas obligatoire pour parachever la mise en page.

Pour une aide détaillée, merci de consulter Aide:Wikification.
Si vous pensez que ces points ont été résolus, vous pouvez retirer ce bandeau et améliorer la mise en forme d'un autre article.
Pour les articles homonymes, voir Farrokhzad.
Farrokhzad (moyen persan: Farrūkhzādag; nouveau persan: فرخزاد), également connu sous le nom de Pav, était un aristocrate iranien de la maison des Ispahbodhan et le fondateur de la dynastie bavandide, gouvernant de 651 à 665. il a joué un rôle majeur dans les dernières années de l'empire sassanide et l'invasion arabe de l'Iran.

## Nom
Bien que son vrai nom soit «Farrokhzad» (qui signifie « le fils de Farrokh » ou «né avec chance et bonheur»), il est également connu dans d'autres sources sous divers autres noms, tels que Khorrazad, Zad Farrokh et Bav (ou Pav ).

## Famille
Farrukhzad était le fils de Farrokh Hormizd, un aristocrate éminent de la famille des Ispahbodhan, qui a servi en tant que chef de l'armée (spahbod) des kusts d'Adorbadagan et de Khorasan et était l'un des généraux qui ont dirigé l'armée sassanide pendant la guerre byzantine-sasanienne de 602–628, mais en 626 avec son camarade Shahrbaraz se révolta contre le roi sassanide Khosro II (r. 590-628). Farrokhzad avait un frère du nom de Rostam Farrokhzad, celui qui commandera l'armée sassanide lors de la bataille d'al-Qadisiyya contre les musulmans arabes, qui résidaient à l'époque dans la province d'Adurbadagan.

## Renversement de Khosro II
Farrokhzad est mentionné pour la première fois sous le règne de Khosro II, où il occupait de hautes fonctions et, selon le poète iranien Ferdovsi, il était "si proche de Khusro II que personne n'a osé l'approcher sans sa permission". En 626, Shahrbaraz avec le père et le frère de Farrokhzad se révoltent. En 627, Khosro a ensuite envoyé Farrokhzad pour négocier avec Shahbaraz, qui campait près de la capitale sassanide de Ctésiphon. Cependant, Farrokhzad s'est secrètement mutiné contre Khosro et a rejoint Shahrbaraz. Il a ensuite encouragé à rester indivis et à ne pas craindre la fureur de Khosro. En outre, il a également déclaré qu'aucun grand bozorgan ne l'avait soutenu.
Farrukhzad rassemblait plus de personnes qui s'opposaient à Khosro II afin de mettre en scène un coup d'État. En 628, Farrokhzad libéra Sheroe, le fils aîné de Khosro, ainsi que plusieurs familles féodales de l'empire sassanide, captura Ctésiphon et emprisonna Khosro. Sheroe a ensuite été couronné comme le nouveau roi et est devenu connu sous son nom dynastique de "Kavadh II".
Kavadh II a ensuite ordonné à son vizir (Wuzurg framadar) Pirouz Khosro d'exécuter tous ses frères et demi-frères, y compris le fils préféré de Khosro II et héritier Mardanshah. Trois jours plus tard, Kavadh a ordonné à Mihr Hormozd d'exécuter son père. Avec l'accord des nobles de l'Empire sassanide, Kavadh fit alors la paix avec l'empereur byzantin Héracle. En outre, il a également pris toutes les propriétés de Farrokhzad et l'a mis en état d'arrestation à Istakhr.

## La guerre civile sassanide de 628-632
Après la perte du territoire requis pour le traité de paix, l'aristocratie aigrie a commencé à former des États indépendants au sein de l'Empire sassanide, déclenchant ainsi la guerre civile sassanide de 628-632. Cela a divisé les ressources du pays. En outre, une peste dévastatrice a éclaté dans les provinces occidentales de l'Iran, tuant la moitié de la population avec Kavadh II, auquel son fils Ardachir III, 8 ans, a succédé. Pendant ce temps, Farrokh Hormizd a formé une faction dans le nord de l'Iran connue sous le nom de faction Pahlav (Parthe), une faction de Parthes de plusieurs familles qui s'étaient ralliées sous lui. Pendant la même période, cependant, Pirouz Khosro a également formé une faction dans le sud de l'Iran, connue sous le nom de faction Parsig (perse).
Le 27 avril 629, Ardachir a été renversé et tué par Shahrbaraz, qui a ensuite usurpé le trône. Quarante jours plus tard, cependant, Farrokh Hormizd l'a tué et a fait de la fille de Khosro, Boran, le nouveau monarque de l'Empire sassanide. Boran a ensuite nommé Farrokh Hormizd comme ministre de l'empire. Elle a cependant été rapidement destituée par le fils de Shahrbaraz, Shapur-i Shahrvaraz, qui après un bref règne a été remplacé par Azarmidokht, la sœur de Boran. Azarmidokht, sur les conseils des nobles sassanides, a rappelé Farrokhzad de son arrestation et l'a invité à servir à nouveau les Sasaniens. Farrokhzad, cependant, a décliné l'invitation et a refusé de servir sous une femme. Il s'est ensuite retiré dans un temple du feu à Istakhr.
En 631, Farrokh Hormizd, afin de prendre le pouvoir, a demandé à Azarmidokht de l'épouser. N'osant pas refuser, Azarmidokht le fit tuer avec l'aide de l'aristocrate mihranide Siavakhsh, petit-fils de Bahram Chobin, le célèbre spahbed et brièvement shahanshah. Elle a cependant été rapidement tuée par Rostam Farrokhzad, qui a ensuite remis Boran sur le trône. Plus tard en 632, Farrokhzad fut à nouveau invité à servir les Sasaniens, cette fois par le roi nouvellement couronné Yazdegerd III, qui était un roi fantoche du frère de Farrokhzad, Rostam Farrokhzad. Farrukhzad a accepté et toutes ses propriétés lui ont été restituées.

## L'invasion arabe de la Perse

### L'invasion de l'ouest de l'Iran

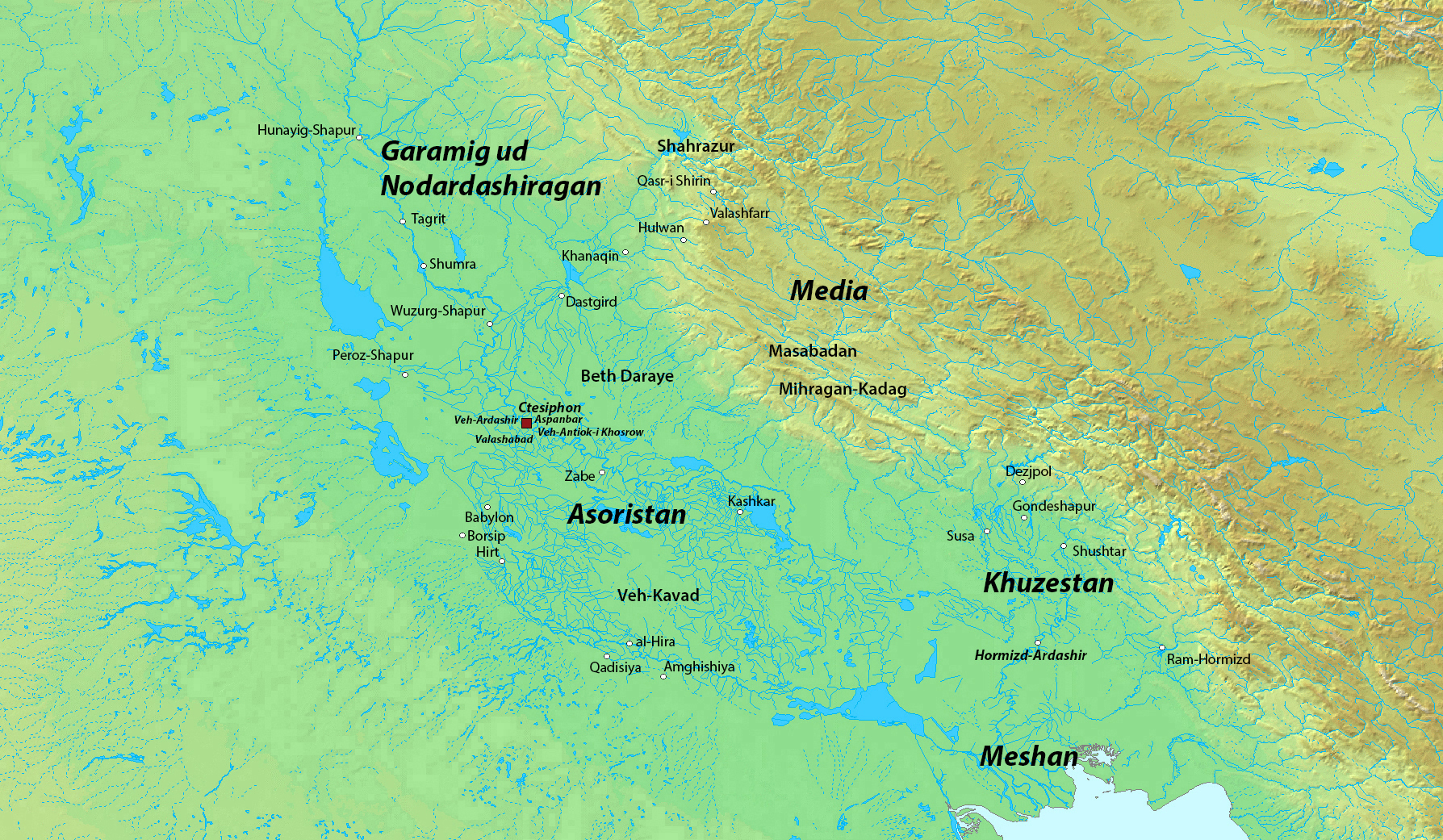
Carte de la Mésopotamie sassanide et de ses environs.

Cependant, au cours de la même année, la majorité des Arabes, unis sous la bannière de l'islam, ont envahi l'Empire sassanide. En 636, les Arabes se trouvaient à al-Qadisiyya, une ville proche de Ctésiphon, ce qui obligea Rostam Farrokhzad à agir lui-même. Cependant, Farrokhzad n'a pas pu participer, car il était le marzban de Balasagan, une province éloignée de Ctésiphon.
Alors que Rostam se préparait à affronter les Arabes, il a écrit une lettre à Farrokhzad, qui disait qu'il devait lever une armée et aller à Adorbadagan, tout en lui rappelant que Yazdegerd III était le seul héritage laissé aux Sasaniens. Rostam partit alors de Ctésiphon aux commandes d'une grande force sassanide pour affronter les Arabes. La bataille a duré trois jours, Rostam étant vaincu et tué au cours de la dernière journée.
Après la mort de son frère, Farrokhzad lui a succédé en tant que spahbed de Khorasan et Adorbadagan, et en tant que nouveau chef de la famille Ispahbodhan et de la faction Pahlav. Il a ensuite levé une armée à Adorbadagan et s'est rendu à Ctésiphon, où il a été nommé commandant par Yazdegerd III, qui s'est enfui à Holwan. Farrokhzad, cependant, s'est également enfui à Holwan après un petit affrontement décourageant avec les Arabes. En 637, Ctésiphon a été capturé par les Arabes. Pendant ce temps, Farrokhzad, avec Yazdegerd III, l'officier mihranide Mihran Razi, Pirouz Khosro et Hormouzan, ont quitté Holwan pour Adorbadagan, mais pendant qu'ils se déplaçaient vers l'endroit, ils ont été pris en embuscade par une armée arabe à Jalula, où ils ont été vaincus. Mihran Razi a été tué au cours de la bataille, tandis qu'Hormouzan s'était enfui au Khuzestan et Pirouz Khosro à Nahavand. En 642, les Arabes ont capturé Nahavand et Ispahan, tuant Pirouz Khosro, y compris d'autres officiers sassanides tels que Shahrvaraz Jadhouyih et Mardanshah. Au cours de la même année (ou en 643), Farrokhzad lève une autre armée avec son fils Isfandyadh et le général dailamite Mouta. Ils ont cependant été vaincus à Waj Roudh, un village de Hamadan. Pendant ce temps, Yazdegerd III s'est enfui dans le sud de l'Iran et y est resté jusqu'en 648. On ne sait pas si Farrokhzad était avec Yazdegerd III pendant son séjour dans le sud de l'Iran.

### Fuite vers Khorasan, règne et mort
Vers 650, Yazdegerd III, avec Farrokhzad, est arrivé à Khorasan. Yazdegerd III a ensuite nommé Farrokhzad gouverneur de Merv et a ordonné à Baraz, le fils de Mahoe Souri, de lui donner le contrôle absolu de la ville. Mahoe, cependant, lui a désobéi. Farrokhzad a alors conseillé à Yazdegerd III de prendre le réfugié au Tabarestan. Yazdegerd III, cependant, n'a pas accepté ses conseils. Farrokhzad a ensuite fait une mutinerie contre Yazdegerd III et est parti pour Ray, pour venger son père contre Siavakhsh, qui était le chef de la ville. Sur le chemin de Ray, il a rencontré son allié Kanadbak, qui faisait partie du complot contre Khosro II et avait participé au choc de Rostam avec les Arabes, mais après que la défaite s'était enfuie à Tous, une ville qui faisait partie de ses domaines. Farrokhzad a ensuite poursuivi son voyage vers Ray, mais avant d'atteindre la ville a rencontré le général arabe Nouaïm près de Qazvin en 651, avec qui il a fait la paix.

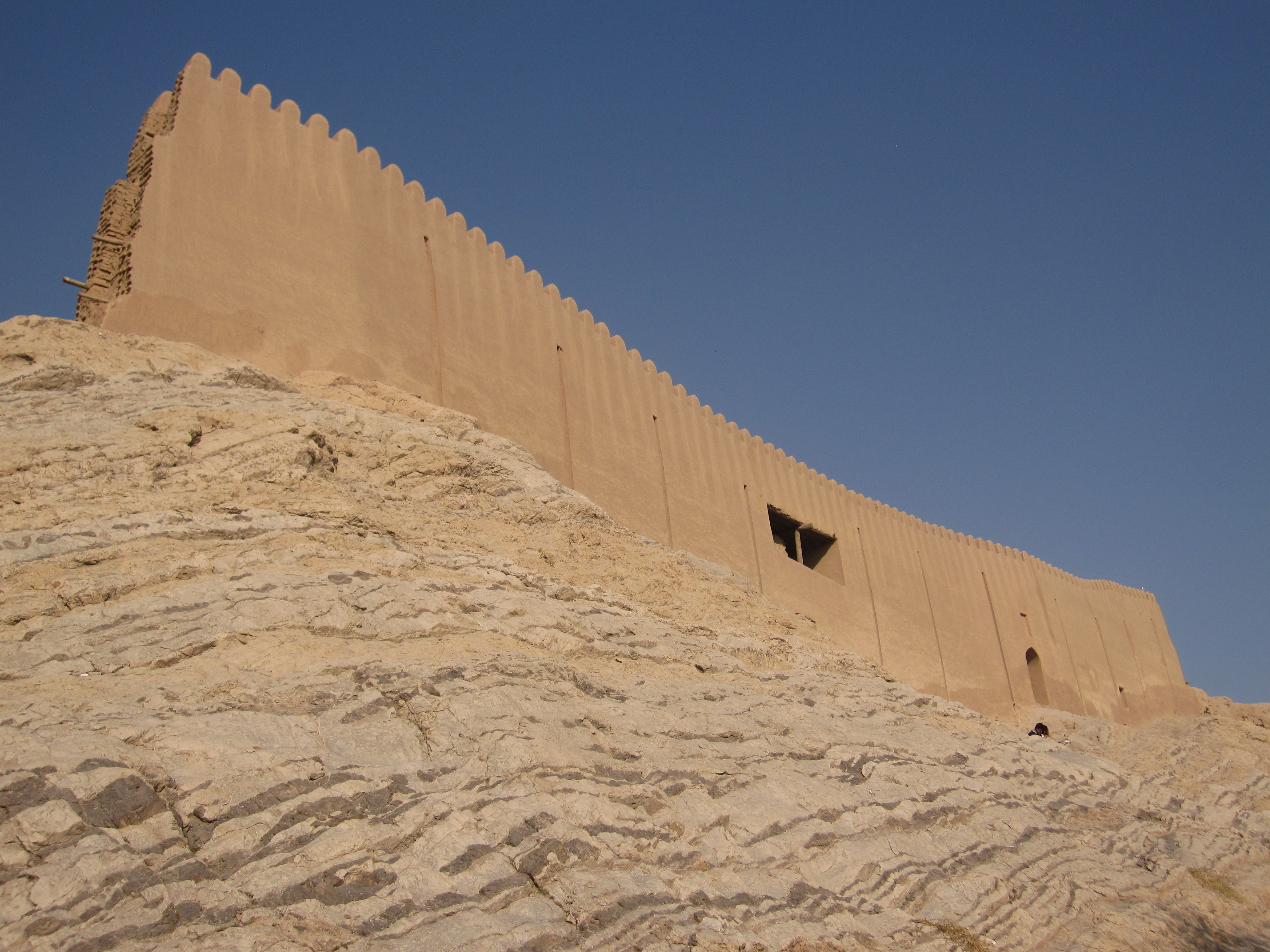
Photo du château de Ray, le fief de la famille Mihran.

Il a ensuite accepté d'aider les Arabes contre Siavakhsh. Le groupe combiné Ispahbodhan-Arab s'est ensuite engagé dans une bataille de nuit contre l'armée de Siavakhsh au pied de la montagne juste à l'extérieur de Ray. Farrokhzad a conduit une partie de la cavalerie de Nuoaïm par un chemin peu connu dans la ville, d'où ils ont attaqué l'arrière de l'armée mihranide, provoquant une grande effusion de sang. L'armée de Siavakhsh a finalement été vaincue et il a lui-même été tué. Pour donner l'exemple, les Arabes ont alors rasé le quartier aristocratique de Ray. Cependant, la ville a ensuite été reconstruite par Farrokhzad, qui est devenu le souverain de Ray. 
Farrokhzad s'est ensuite rendu au Tabarestan, mais à son arrivée, il a appris la mort de Yazdegerd sous les ordres de Mahoe Souri, ce qui lui a fait se raser les cheveux et vivre comme un moine dans un temple du feu à Kusan. Lorsque les Arabes ont envahi le Tabarestan, Farrokhzad a été invité par les habitants à devenir leur roi, ce qu'il a accepté avec plaisir et qui a marqué la fondation de la dynastie bavandide. Il a ensuite rassemblé une armée, vaincu les Arabes et conclu un traité de paix avec eux. Farrokhzad gouvernerait le Tabarestan, y compris certaines parties d'Abarchahr pacifiquement en 14 ans, jusqu'à ce qu'il soit assassiné vers 665 par un noble karénide nommé Valash, dont la famille était en guerre avec la famille de Farrokhzad.

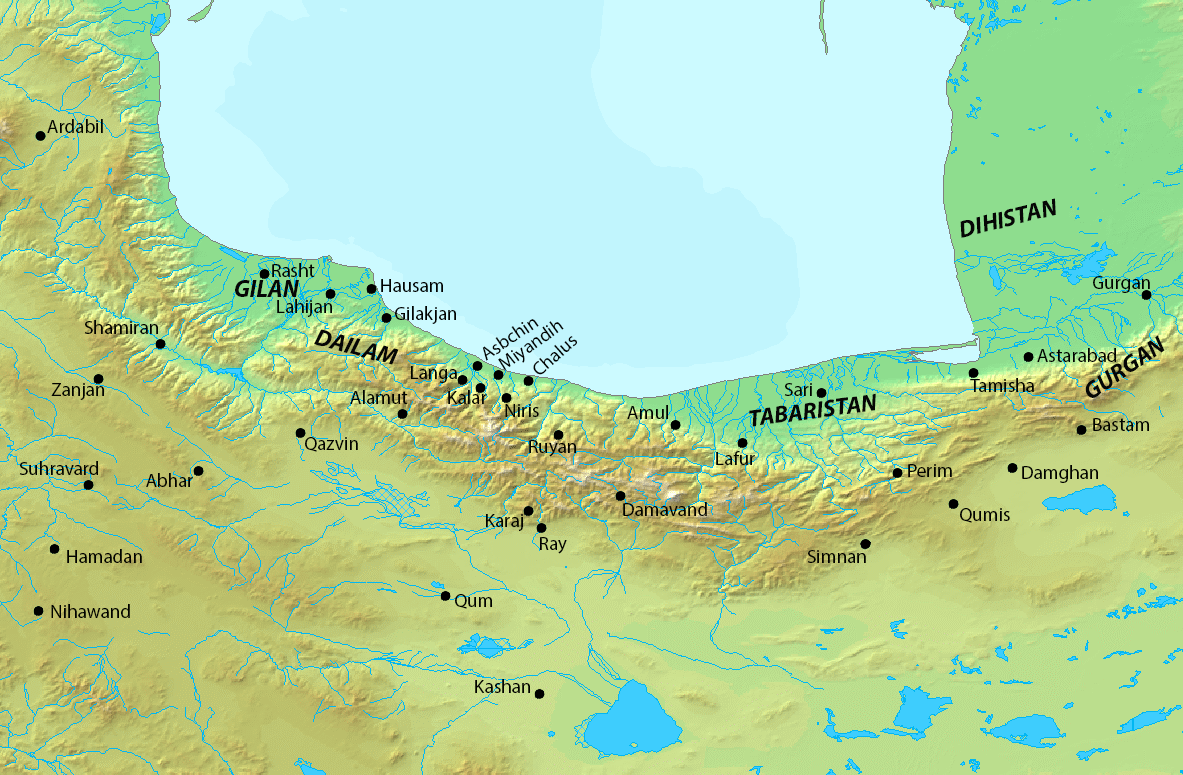
Carte du nord de l'Iran (Tabarestan)

Après la mort de Farrukhzad, son fils Sohrab I s'est enfui dans un bastion Ispahbodhan/Bavandid nommé Kula. Plus tard en 673, Sohrab vengea son père en tuant Valash, puis reconquit le royaume de son père. Il s'est ensuite couronné ispahbodh (souverain) de la dynastie bavandide dans sa capitale à Périm.

## Sources
- Parvaneh Pourshariati, Decline and Fall of the Sasanian Empire: The Sasanian-Parthian Confederacy and the Arab Conquest of Iran, London and New York, I.B. Tauris, 2008 (ISBN 978-1-84511-645-3, lire en ligne)
- Abd al-Husain Zarrinkub, The Cambridge History of Iran, Volume 4: From the Arab Invasion to the Saljuqs, Cambridge, Cambridge University Press, 1975, 1–57 p. (ISBN 978-0-521-20093-6, lire en ligne), « The Arab conquest of Iran and its aftermath »
- Touraj Daryaee, The Oxford Handbook of Iranian History, Oxford University Press, 2012, 1–432 p. (ISBN 0199875758, lire en ligne [archive du 1er janvier 2019])
- Michael G. Morony, Iraq After The Muslim Conquest, Gorgias Press LLC, 2005 (1re éd. 1984) (ISBN 978-1-59333-315-7, lire en ligne)
- A. Shapur Shahbazi, « SASANIAN DYNASTY », dans Encyclopaedia Iranica, Online Edition, 2005 [détail de l’édition] (lire en ligne)